# Torneio Relâmpago
O Torneio Relâmpago foi uma competição de futebol profissional que reuniu grandes clubes de do Rio de Janeiro durante os anos de 1943, 1944, 1945 e 1946. Jogavam as equipes em um grupo único entre todas as demais, e se consagraria campeã aquela que mais pontos somasse, sendo cada vitória no valor de 2 pontos, empate 1 ponto e derrota nenhum ponto, conforme o padrão de pontuação usado no Brasil até 1994. Todas as edições contaram com a participação de todos os quatro "grandes" clubes do futebol carioca, Botafogo, Flamengo, Fluminense e Vasco da Gama, e também com a presença do America. As duas últimas edições contaram também com a presença do São Cristóvão. 

## Campeões do Torneio Relâmpago
1. ↑  «Site Oficial do Flamengo». Consultado em 17 de novembro de 2023
2. 1 2  «Site Oficial do Vasco da Gama». Consultado em 17 de novembro de 2023